# Santuari de Montserrat
|  | Aquest article tracta sobre l'església de la Franja. Si cerqueu el monestir benedictí a la muntanya de Montserrat, vegeu «Monestir de Montserrat». |

El santuari de Montserrat de Fórnols de Matarranya és un conjunt d'edificacions situat a la capçalera d'una vall que acaba al poble. En aquest conjunt hi ha una església (l'ermita de Santa Mònica), un claustre voltat de diferents dependències, i un pou. L'església és gòtica, començada al segle xiv i es va anar modificant i ampliant als segles xvii i XVIII. És d'una sola nau amb tres trams (el primer amb el presbiteri i una capella lateral, el segon amb la porta de l'església a un costat, donant al claustre, i el darrer amb un cor elevat). Té un campanar de cadireta al que s'arriba per una escala de cargol des del cor. Es cobreixen amb cúpules amb petxines la capella major i la lateral, el cor amb volta de canó apuntada i el tram central de la nau amb volta de creueria. El claustre i les altres dependències formen una planta irregular degut als successius afegits. El claustre té dos pisos i només té galeries en tres costats.